# Lac Dumau
Lac Dumau är en sjö i Kanada.   Den ligger i regionen Saguenay–Lac-Saint-Jean och provinsen Québec, i den östra delen av landet, 600 km nordost om huvudstaden Ottawa. Lac Dumau ligger 338 meter över havet. Arean är 2,8 kvadratkilometer. Den sträcker sig 3,1 kilometer i nord-sydlig riktning, och 2,2 kilometer i öst-västlig riktning.
I omgivningarna runt Lac Dumau växer i huvudsak blandskog. Trakten runt Lac Dumau är nära nog obefolkad, med mindre än två invånare per kvadratkilometer.